# Изола ди Фондра
Ѝзола ди Фо̀ндра (на италиански: Isola di Fondra; на ломбардски: Fundra, Фундра) е община в Северна Италия, провинция Бергамо, регион Ломбардия. Административен център на общината е село Трабукело (Trabuchello), което е разположено на 162 m надморска височина. Населението на общината е 15 777 души (към 2017 г.).